# Foro por la Unidad Nacional de Abjasia
Foro por la Unidad Nacional de Abjasia (en abjasio: Аԥсны Жәлар Ракзаара Афорум; en georgiano: აფხაზეთის ეროვნული ერთიანობის ფორუმი) es un partido político en la parcialmente reconocida República de Abjasia, aunque de iure pertenece a la República Autónoma de Abjasia de Georgia, liderado por el expresidente Raul Jadyimba.

## Historia
El partido se fundó el 8 de febrero de 2005 para unir a 12 partidos de oposición, movimientos sociopolíticos, organizaciones públicas y organizaciones juveniles, que sin embargo siguieron existiendo como entidades individuales. Reunió principalmente a partidarios de Raúl Jadyimba en las elecciones presidenciales de octubre de 2004. Jadyimba había perdido esas elecciones, pero se convirtió en vicepresidente tras el acuerdo de reparto de poder concluido para poner fin a la crisis poselectoral, y el partido consideró que garantizar la estricta aplicación de ese acuerdo era una de sus principales tareas. Inicialmente, el FNUA estaba gobernado por una junta coordinadora de doce miembros, encabezada por Gennadi Alamia, copresidente del Partido Socialdemócrata de Abjasia.
El FUNA se convirtió en un movimiento sociopolítico el 10 de octubre de 2005 y Avtandil Gartskia, Vitali Gabnia y Daur Arshba fueron elegidos copresidentes. El 6 de marzo de 2008, se transformó en un partido político y Daur Arshba y Astamur Tania se convirtieron en sus dos copresidentes.
En el período previo a las elecciones presidenciales del 12 de diciembre de 2009, el FUNA tenía la intención de nominar a Raúl Jadyimba y Zaur Ardzinba, pero al final ambos no pudieron ponerse de acuerdo sobre quién ocuparía qué puesto, y el congreso del partido, previsto para el 29 de octubre, fue cancelado. Jadyimba y Ardzinba se presentaron entonces a las elecciones por separado, quedando en segundo y tercer lugar respectivamente, detrás del presidente en ejercicio, Serguéi Bagapsh.
El 12 de mayo de 2010, la FNUA celebró un congreso durante el cual el número de presidentes se redujo de 2 a 1, y el número de vicepresidentes de 4 a 2. Raul Jadyimba fue elegido para el nuevo puesto de liderazgo, con Daur Arshba y Rita Lolua convirtiéndose en sus adjuntos.
El 10 de julio de 2013, el Foro firmó un acuerdo de cooperación con otros partidos de la oposición, Abjasia Unida, el Partido Popular de Abjasia y el Partido por el Desarrollo Económico de Abjasia, y con varios movimientos sociales.El 31 de marzo de 2015, Daur Arshba sucedió nuevamente a Jadyimba como presidente.El 2 de marzo de 2016, la FUNA condenó el referéndum planeado para celebrar elecciones presidenciales anticipadas. Después de que el presidente Jadyimba aprobara el referéndum, el partido celebró un congreso el 10 de junio en el salón del hotel Inter-Sujum, al que asistieron 356 delegados, durante el cual varios oradores llamaron al boicot del referéndum.

## Ideología
Los principales objetivos del partido son la preservación y desarrollo de los principios de la democracia, el respeto y protección de la lengua, historia y cultura de Abjasia, el respeto a las nacionalidades propias y ajenas. El partido también aboga por cerrar el acceso al capital oligárquico en Abjasia y exige leyes contra los monopolios, así como pausar las privatizaciones.

## Resultados electorales

### Elecciones parlamentarias
| Elección | Representantes | +/–   | Posición |
| -------- | -------------- | ----- | -------- |
| 2007     | 28/35          | Nuevo | 1.º      |
| 2012     | 6/35           | 22    | 1.º      |

### Elecciones presidenciales
| Elección | Candidato       | Primera ronda | Primera ronda | Segunda ronda | Segunda ronda | Resultado |
| Elección | Candidato       | Votos         | %             | Votos         | %             | Resultado |
| -------- | --------------- | ------------- | ------------- | ------------- | ------------- | --------- |
| 2005     | Serguéi Bagapsh | 69.328        | 91,54         | -             | -             | Sí        |
| 2009     | Raul Jadyimba   | 15.584        | 15,32         | -             | -             | No        |
| 2011     | Raul Jadyimba   | 21.177        | 20,3          | -             | -             | No        |
| 2014     | Raul Jadyimba   | 50.494        | 50,6          | -             | -             | Sí        |
| 2019     | Raul Jadyimba   | 20.544        | 26,33         | 39.741        | 48,68         | Sí        |
| 2020     | Adgur Ardzinba  | 33.686        | 36,93         | -             | -             | No        |